# 宮川音五郎
宮川 音五郎（みやかわ おとごろう、天保元年（1830年） - 明治4年5月25日（1871年7月12日））は、江戸時代末期（幕末）から明治にかけての人物。新選組局長の近藤勇の実兄。音次郎、乙五郎とも。後に源治郎（6代目）。諱は光信。天然理心流門人。

## 生涯
天保元年（1830年）、農民・宮川久次郎の長男として誕生。
嘉永元年（1848年）、弟である粂次郎、勝五郎（後の勇）と共に、天然理心流3代目近藤周助に入門し剣術を学ぶ。弟・勇が天然理心流を継ぎ、文久3年（1863年）に浪士組として上洛すると、留守となった試衛館や家族の面倒を任された。その後、戊辰戦争の最中に勇が処刑されると、息子・勇五郎らと図って板橋刑場に赴き、泣く泣く勇の遺体を掘り出して持ち帰り、宮川家菩提寺である龍源寺に埋葬したという（この話を創作とする説もある）。

## 家族・子孫

### 系譜
- 実父：宮川久次郎
- 実母：宮川みよ
  - 本人：宮川音五郎
    - 子：宮川源次郎
      - 孫：宮川半助（後述参照）

    - 子：宮川勇五郎 - 長兄・音五郎の次男、実子・たまの夫。勇の刑死後に近藤家へ婿入り。

  - 妹：宮川リエ
  - 弟：宮川粂次郎
  - 弟：宮川勝五郎 - 近藤周斎に養子入りしたのち、近藤勇。

### 子孫

#### 宮川半助
孫の1人。武蔵国連光寺村向ノ岡（現：東京都多摩市連光寺）一帯の地主であり、『国民新聞』にて、広告主の名義を借りて、明治天皇聖蹟の一つとされた「連光寺村御猟場」跡地約3万坪の売地広告を掲載。経済的な困窮からの売却だったものの、聖蹟保存運動の話を聞いたことで、連光寺における保存運動を担っていた「御遺蹟保存会」に土地の半分を寄付・売却する。この判断は、宮川家としての「かつて勤皇の志士を斬った罪亡ぼし」と考察され、この跡地が記念館建設計画に進行すると、保存運動を進めてきた田中光顕・富澤政賢や京王電気軌道（現：京王電鉄）創業者の井上篤太郎らと共に建設委員会を結成した。